# 无斑褶鮡
无斑褶鮡（学名：Pseudecheneis immaculatus）为鮡科褶鮡属的鱼类。在中国，分布于云南的白济汛和溜洞江、属澜沧江上游江段.等，多见于流水。该物种的模式产地在云南维西、德钦。
其种加词“immaculatus”意为“无斑的”。